# John O. Creighton
John Oliver Creighton est un astronaute américain né le 28 avril 1943.

## Vols réalisés
- 17 juin 1985 : Discovery (STS-51-G)
- 28 février 1990 : Atlantis (STS-36)
- 12 septembre 1991 : Discovery (STS-48)